# 도그라마시밭쥐
도그라마시밭쥐(Microtus dogramacii)는 밭쥐속에 속하는 설치류의 일종이다. 터키 중부에서만 발견되며, 군거밭쥐와 유사하지만 두개골 비율과 핵형이 다르다.